# Suore francescane dell'Immacolata Concezione della Madre di Dio
Le Suore Francescane dell'Immacolata Concezione della Madre di Dio (in neerlandese Zusters Franciscanessen van de Onbevlekte Ontvangenis van de Heilige Moeder van God) sono un istituto religioso femminile di diritto pontificio: le suore di questa congregazione pospongono al loro nome la sigla S.F.I.C.

## Storia
La congregazione fu fondata da Bernardinus Johannes van Miert (1801-1870), parroco di Veghel: nel 1843 inviò sua nipote e altre due giovani presso le francescane di Roosendaal per compiervi il noviziato e il 19 settembre 1844 le tre donne fecero a Veghel la loro professione secondo la regola di san Vincenzo de' Paoli, dando inizio alla congregazione.
L'istituto ricevette il pontificio decreto di lode nel 1861 e le sue costituzioni furono approvate definitivamente dalla Santa Sede il 25 aprile 1870.
In seguito le regole della congregazione furono riviste in senso francescano e, a norma della bolla Auspicato di papa Leone XIII del 1884, l'istituto passò a far parte del terz'ordine francescano e il 4 ottobre 1910 fu aggregato all'Ordine dei Frati Minori Cappuccini.
Nel 1906 le suore di Veghel aprirono le loro prime missioni in Indonesia, nel 1929 nelle Filippine e nel 1962 in Tanzania.

## Attività e diffusione
Le suore si dedicano all'istruzione e all'educazione cristiana della gioventù e all'assistenza ad anziani e ammalati; in terra di missione si dedicano anche ad altre attività come la direzione dei lebbrosari o l'assistenza ai carcerati.
Oltre che nei Paesi Bassi, sono presenti in Filippine, Giappone, Indonesia, Kenya e Thailandia; la sede generalizia è a Veghel.
Alla fine del 2008 la congregazione contava 528 religiose in 84 case.